# Église catholique de Beizhen
L'église catholique de Beizhen (chinois : 北镇天主教堂 ; pinyin : běizhèn tiānzhǔ jiàotáng, est une église catholique située dans la ville-district de Beizhen, ville-préfecture de Jinzhou, dans la province du Liaoning, au Nord-Est (Dongbei) de la république populaire de Chine. Elle est située dans la ville ancienne, à l'est de sa tour du tambour.
Elle est classée dans les sites protégés de la ville-district de Jinzhou depuis octobre 2014.